# Incidente de la colina Flagstaff
El incidente de la colina Flagstaff fue un incidente internacional entre la República de Irlanda y el Reino Unido que tuvo lugar en la noche del 5 al 6 de mayo de 1976 cerca de Cornamucklagh, en el condado de Louth, dentro de la República de Irlanda, cuando el Ejército Irlandés y la Garda Síochána arrestaron a ocho soldados británicos del Servicio Aéreo Especial que habían cruzado ilegalmente la frontera entre ambas jurisdicciones.

## Antecedentes
La deteriorada situación de seguridad en el sur, en el condado de Armagh, especialmente tras la Emboscada de Drummuckavall (el asesinato de tres soldados británicos en un puesto de observación) en noviembre de 1975 y la Masacre de Kingsmill (asesinato de diez trabajadores protestantes) en enero de 1976, impulsaron al primer ministro Harold Wilson a enviar centenares de miembros del Escuadrón D del Servicio Aéreo Especial (SAS) a Bessbrook. La emboscada del puesto de observación reveló que la milicia convencional no había producido resultados en Armagh, ya que el reporte del Ejército británico identifica ciertos errores básicos en cuanto a camuflaje, patrones de rutina y la elección del punto de observación.
La primera acción de alto perfil de las SAS fue en marzo de 1976 cuando Sean McKenna, un voluntario del Ejército Republicano Irlandés (IRA en inglés) quien era perseguido por intento de homicidio y otros delitos, fue capturado. Esto sucedió a las 2:30 de la madrugada mientras dormía en su casa de la localidad de Edentober, en el lado sur de la frontera. 
En abril, el SAS mató al miembro del IRA Peter Cleary en controvertidas circunstancias cerca de Forkhill, solo 60 yardas dentro de Irlanda del Norte. Aunque la naturaleza porosa de la frontera había permitido que 189 cruces de frontera por parte de la fuerza británica pasaran inadvertidos durante dos años, las últimas excursiones alertaron a la Garda Síochána. Otra preocupación del gobierno Irlandés eran las actividades de los escuadrones de lealistas del Úlster en el área, quienes habían capturado y matado a un hombre cerca de Dundalk cuatro días antes.

## El incidente
Tras el asesinato de Seamus Ludlow, el hombre secuestrado y asesinado cerca de Dundalk, las fuerzas de seguridad de la República de Irlanda aumentaron su presencia en la frontera. Los miembros de la Gardaí y el Ejército Irlandés establecieron retenes en Flagstaff Road. en Cornamucklagh, aproximadamente 700 yardas dentro de la frontera de la república.
A las 22:40, la Gardaí detuvo un automóvil Triumph 2000 que venía del norte con dos hombres. El conductor obedeció la señal para detenerse pero cuando fue interrogado por los policías a cerca de su destino, evadieron la pregunta. Se les pidió salir del vehículo, después de que un Garda descubriera lo que parecía ser una pistola debajo de un mapa que portaba el copiloto. Los hombres no identificados se rehusaban a salir de su automóvil hasta que miembros del Ejército Irlandés salieron de los arbustos y les amenazaron con rifles en apoyo a la Gardaí. Los dos hombres vestidos en ropas de civil eran: el soldado Ilisoni Ligari (nacido en Fiyi) y el soldado John Lawson, ambos miembros del Servicio Aéreo Especial Británico (SAS). Tras localizar el auto, la policía confiscó una pistola-ametralladora y una pistola Browning 9mm. La Gardaí los arrestó inmediatamente, con la ayuda del Ejército, y los llevaron a la estación de policía de Omeath. Declararon inicialmente ser soldados francos de servicio, cuyo automóvil se había estropeado mientras lo probaban. Después de que Ligari se rehusara a hablar acerca de la “misión en la que se encontraban”, se supo que ambos se encontraban en el área para recoger al Sargento Mayor Malcolm Rees y al Cabo Ronald Nicholson; dichos miembros del SAS llevaban a cabo una misión de vigilancia desde un punto de observación en la colina Flagstaff, en el norte de Irlanda, sobre el lago Carlingford Lough De acuerdo con el periodista Peter Taylor, Rees y Nicholson estaban de hecho desplegados del lado sur de la frontera.
Cuando los soldados encargados de operar el punto de vigilancia no pudieron encontrar a Ligari y Lawson, llamaron a Bressbrook Mill por radio. Inicialmente sospecharon una emboscada de la organización IRA provisional. Nial McClean, Vincent Thompson, Nigel Burchell y Carsten Rhodes: soldados del SAS vestidos de civiles, fueron enviados a buscar a sus camaradas en dos automóviles, recogiendo a los dos hombres del puesto de observación en el proceso. El equipo portaba tres pistolas-ametralladoras, una pistola y 222 cartuchos de munición. El primer vehículo: un Hillman Avenger en el que viajaban Thompson, McClean, Rees y Nicholson, fue detenido en el control a las 2:05 de la madrugada. Rees y Nicholson aún portaban los uniformes del Ejército Británico. El segundo vehículo: un Vauxhall Victor donde se encontraban Nurchell y Rhodes, fue detenido poco después. El Sargento Rees intentó explicar la situación a la Gardaí: "Permítanos regresar. Si los papeles se invirtieran nosotros les permitiríamos regresar. Todos estamos haciendo el mismo trabajo”, pero eventualmente le ordenó a sus hombres bajar sus armas cuando miembros del Ejército irlandés rodearon ambos vehículos y les apuntaron con rifles. La unidad de la Gardaí, comandada por el Sargento Pat McLoughlin, pidió instrucciones acerca de como lidiar con los hombres en custodia. La pistola llamó la atención de la Gardaí ya que era el mismo tipo de arma utilizada en tres recientes homicidios en el área. A la comisaría de policía de Omeath se le ordenó mantener a los hombres en custodia hasta que se tomará una decisión a nivel político. Antes del amanecer, se decidió trasladar al equipo de la SAS a la comisaría de policía de Dundalk.

## Consecuencias diplomáticas
La detención de los ocho miembros de la SAS puso al primer ministro Irlandés (Taoiseach) Liam Cosgrave y a su gobierno de coalición en un dilema: si liberaba a los hombres sin cargo alguno, estaría permitiendo futuras intrusiones en la República, pero si dejaba continuar el proceso y a los detenidos se les declaraba culpables, las relaciones con el Reino Unido estarían en riesgo. Un informe publicado por Justice Henry Barron en 2006 reveló que los soldados fueron interrogados sobre los tres asesinatos, especialmente el de Seamus Ludlow. Los miembros de la SAS también fueron investigados acerca del atentado con explosivos ocurrido en 1974 en Dublín y Monaghan, además de buscar relaciones entre sus armas y los asesinatos. Manifestantes y prensa acamparon afuera de la comisaría de policía en Dundalk. Existían preocupaciones a cerca de un posible ataque a la comisaría. Los detenidos fueron escoltados a Dublín, donde el Centro Criminal Especial les acusó de posesión de armas de fuego sin licencia y con la intención de poner vidas en riesgo.  Los cargos conllevaban una condena de hasta 20 años de prisión. Se les dejó ir bajo fianza después de que la Embajada Británica pagara £ 40.000. Un helicóptero los sacó del país; el ministro de Defensa Británico, Bob Brown, se disculpó ante el gobierno irlandés pero no consideraba la incursión de los soldados como un error. El gobierno Británico, avergonzado por la situación, estableció como prioridad la liberación inmediata de los soldados. Arthur Galsworthy, el entonces Embajador británico en Irlanda, expresó su preocupación acerca de la pistola y la daga confiscadas por la Gardaí. Otra preocupación fueron las ropas de civiles que portaban la mayoría de los soldados, y que ambos grupos contaron diferentes versiones a cerca de su presencia en el territorio. Cuando resultó claro que un juicio era inevitable, el Gobierno británico endureció su posición, con un miembro de la Oficina de Asuntos Exteriores proponiendo sanciones económicas contra la República e incluso la creación de la “zona colchón” a lo largo de la frontera, lo que hubiera creado “una tierra de nadie en donde los terroristas pudieran hacer lo que quisieran.” Un memorándum confidencial proveniente de la Oficina de Irlanda del Norte presionó a su gobierno para liberar a los soldados de un lugar donde su seguridad estaba comprometida.

## Secuelas
Los hombres comparecieron ante la corte en marzo de 1977, donde se les multó con £100 por posesión de armas y municiones sin licencia. La armas fueron devueltas al Ejército británico tras dictaminar que no fueron usadas en ningún crimen dentro de la República. Una fuente británica explicó que el uso de un mapa con escala 1:63.000 en lugar de 1:20.000 guio a los agentes del SAS al sur de la frontera. En 1976, hubo otras 54 incursiones de las fuerzas británicas en territorio irlandés. El 28 de octubre de 1986 hubo un incidente similar en donde un oficial británico fue arrestado por la Gardaí tras un ataque con morteros por parte del IRA en el Condado de Armagh. Un Ford Escort rojo fue perseguido por soldados británicos mientras intentaba cruzar la frontera hacia la granja de Thomas Murphy. Uno de los soldados que los perseguían irrumpió en un cobertizo, donde se enfrentó a dos miembros del IRA. El guardia había cruzado la frontera de forma inadvertida y después de una breve disputa, un policía de la Gardaí llegó y arrestó al soldado por posesión ilegal de armas. Fue llevado a la estación de la Gardaí en Dundalk pero fue liberado seis horas después tras negociaciones entre altos oficiales de la Gardaí y del RUC.